# Dhoom 3
Dhoom 3 ist der dritte Teil der Dhoom-Trilogie, die von Yash Raj Films produziert wurde. Regie führte Vijay Krishna Acharya. Neben Aamir Khan spielen Abhishek Bachchan und Uday Chopra die Hauptrollen. Der Film erschien am 9. Januar 2014, kurz nach dem Start in Indien, auch in den deutschen und österreichischen Kinos. Dhoom 3 hält zurzeit den Rekord für die höchsten Einnahmen in der indischen Filmgeschichte. Mit einem Budget von umgerechnet US$ 20 Millionen gehört der Film zu den teuersten Bollywood-Produktionen.

## Handlung
Zurück im Jahr 1990 betreibt Iqbal Khan das The Great Indian Circus in Chicago, welches schon bessere Tage gesehen hatte. Andersons Bank, die Western Bank of Chicago, leiht dem Leiter des Zirkus Geld. Doch als sie bemerken, das dieser nicht in der Lage ist, seine Schulden zu begleichen, schließen sie den Zirkus. Iqbals Sohn Sahir Khan fleht den Bänker Anderson an, den Zirkus nicht zu schließen, weil sie sonst nicht imstande wären, zu überleben. Anderson zeigt sich unbeeindruckt. Iqbal bringt sich daraufhin vor Anderson und seinem Sohn um. Sahir ist am Boden zerstört.
In der Gegenwart im Jahr 2013 hat Sahir immer noch nicht vergessen, was damals geschehen war. Er schwört Anderson Rache für seine grauenhaften Taten. Daher raubt er mehrere Filialen der Western Bank of Chicago aus und hinterlässt immer einen Hinweis in Form einer Clownsmaske und eine Nachricht auf Hindi mit der Aufschrift „Verrotte in der Hölle“. Während eines Raubzuges jagt ihn die Polizei. Sahir rennt an der Außenwand der Bank, ohne Sicherung hinunter. Eine Verfolgungsjagd in der Stadt beginnt. Sahir flieht in einen Van. Er wird von Polizisten umzingelt. Der Van explodiert und Sahir fährt auf einem Motorrad davon. Er fährt in eine öffentliche Garage, nachdem er unter einem LKW hindurch geglitten ist. Er schafft es, die Polizei abzuhängen, indem er ein Stahlseil von einem Gebäude ans andere befestigt und mit dem Motorrad drüber balanciert.
Nach der erfolglosen Verfolgungsjagd bittet die Polizistin Victoria in Chicago A.C.P. Jai Dixit und seinen Partner Ali Akbar Fateh Khan um Hilfe. Jai hat einen Plan, wie er den Dieb zum fassen kriegt. Er möchte ihn dazu bringen, noch eine Bank auszurauben, damit sie ihn fangen können. In den Nachrichten tritt Jai auf und erzählt, dass der Dieb nur ein Amateur ist. Er mache bloß Krach und könne im Gefängnis seine Mithäftlinge als Clown unterhalten. Sahir verfolgt die Nachrichten und fühlt sich herausgefordert. Am nächsten Tag sucht er Jai auf und unterhält sich mit ihm über den Dieb. Er sagt, dass er der Dieb ist, doch weiß es niemand, außer nun Jai. Er steckt einen USB-Stick in den Laptop und zeigt ihm Bilder von ihm und einem Clown. Der Clown sei der Dieb; er sei ihm sehr ähnlich; ein begabter Magier. Sahir erzählt ihm, dass er den Dieb aus dem Zirkus kennt und dass er der Polizei helfen möchte ihn zu fangen, weil es die einzige Möglichkeit wäre seinem Freund, dem Clown, zu helfen, der vom richtigen Weg abgekommen ist. Chupchap Charlie, so stellt Sahir ihn Jai vor. Er erzählt ihm die Geschichte von Chupchap Charlie der nie sprach. Eines Tages nahm man ihm seinen Zirkus weg und zum ersten Mal sprach er: „Verrotte in der Hölle.“
Sahir erzählt weiter von ihm und sagt, dass niemand zuvor sein Gesicht gesehen habe. Er wäre immer geschminkt und nutze die Stadt als seine Bühne, um seine Zauberkünste unter Beweis zu stellen. Jai ist überzeugt, dass er Chupchap Charlie beim nächsten Raubzug fangen wird. Sahir arbeitet nun als Informant für Jai. Nebenbei sammelt er Informationen für seinen nächsten Plan.
Sahir ruft Jai an und erzählt ihm, dass Chupchap Charlie heute eine Bank ausrauben würde, da der erste April der Clownstag ist.
Ali Akbar Fateh Khan steht vor der Bank und tätigt ein Telefonat, bis Jai kommt und mit ihm schimpft, weil er nur Frauen im Kopf hat. Plötzlich fallen vom Gebäude der Bank Geldscheine hinunter. Die Polizei eilt zum Dach der Bank, wo sie Sahir entdecken. Sie umkreisen ihn mit Waffen in der Hand. Sahir drückt einen Schalter an seiner Tasche und fliegt rückwärts hinunter in die Tiefe. Er steigt auf sein Motorrad und rast davon. Ali verfolgt ihn mit seinem Motorrad und wäre fast in ihn hinein gefahren, beim Versuch, ihn zu stoppen. Auf der Brücke sitzt Sahir in der Sackgasse. Beide Wege sind versperrt und zusätzlich öffnet sich die Brücke, auf der er steht. Er gibt Vollgas und fällt von der Brücke. Sein Motorrad transformiert sich in ein Jet Ski. Jai läuft hinunter und springt in ein Boot, um die Verfolgung wieder aufzunehmen. Auf der Brücke stehen Schützen, die Sahir warnen, auf ihn zu feuern, wenn er nicht anhält. Das Jet Ski taucht unter Wasser und landet anschließend auf dem Land. Jai hängt sich an eine Leiter, die an einem Helikopter hängt, und schießt auf der Autobahn erfolgreich dem Dieb in den Arm. Danach verlieren sie seine Spur.
Am nächsten Abend gehen Jai und Ali zu dem The Great Indian Circus, den Sahir betreibt mit der Akrobatin Aaliya. Sahir zeigt bei seiner Performance, wie er sich von einem Ort zum anderen zaubert. Jai und Ali wollen Sahir verhaften, weil sie sicher sind, dass er der Dieb ist.
Die Schießwunde soll als Beweis dienen. Als sie sehen, dass Sahir keine Wunde am Arm hat, sind sie verwundert.
Es wird offenbart, dass Sahir einen autistischen Zwillingsbruder hat, der Samar heißt. Er half Sahir bei den Raubzügen, Fluchtplänen und Zauberkünsten. Er war derjenige, der angeschossen wurde. Jai wurde inzwischen von dem Fall entlassen. Ali macht ihm Mut und glaubt an seinen Partner. Jai findet heraus, dass Sahir einen Bruder hat. Sahir kontrolliert Samar, weil er geistig nicht gesund ist. Er darf nur einmal in der Woche das Haus verlassen.
Jai versucht sich mit Samar anzufreunden, damit sein Plan aufgeht sie zu verhaften. Samar hat sich in Aaliya während der Performance verliebt, aber er kann seine Gefühle nicht zeigen. Das führt zu Unstimmigkeiten zwischen den Brüdern. Jai nutzt die Gunst der Stunde um Kontrolle über die Geschehnisse zu kriegen. Als Sahir das mitbekommt, hindert er Jai daran, sie zu stoppen.
Jai entscheidet sich dazu, die beiden auf frischer Tat zu ertappen. Sahir und Samar rauben die nächste Bank erfolgreich aus und entkommen. Am nächsten Tag, während sie die Stadt verlassen wollen, kommt Jai ihnen entgegen. Aaliya fleht Samar an aufzuhören. Sahir bittet daraufhin Jai, Samar zu verschonen und stattdessen ihn zu verhaften. Jai ist einverstanden und kurz darauf springt Sahir. Samar hält noch im letzten Moment Sahirs Hand fest. Er sagt ihm, dass sie beide zusammen geboren sind und dass sie auch zusammen sterben sollten. Beide fallen in die Tiefe und sterben. Aaliya übernimmt den The Great Indian Circus und The Western Bank of Chicago geht aufgrund der Überfälle von Sahir und Samar bankrott.

## Musik
| # | Titel                          | Sänger                          | Länge |
| - | ------------------------------ | ------------------------------- | ----- |
| 1 | Malang                         | Siddharth Mahadevan, Shilpa Rao | 4:33  |
| 2 | Kamli                          | Sunidhi Chauhan                 | 3:54  |
| 3 | Tu Hi Junoon                   | Mohit Chauhan                   | 5:02  |
| 4 | Dhoom Machale Dhoom            | Aditi Singh Sharma              | 3:55  |
| 5 | Bande Hain Hum Uske            | Shivam Mahadevan, Anish Sharma  | 3:04  |
| 6 | Dhoom Tap                      | Instrumental                    | 2:46  |
| 7 | Dhoom: 3 Overture              | Instrumental                    | 4:09  |
| 8 | Dhoom Machale Dhoom (arabisch) | Naya                            | 3:47  |
| 9 | Dhoom Machale Dhoom (spanisch) | Mia Mont                        | 3:47  |

## Auszeichnungen

### Filmfare Awards
1. Beste VFX – Tata Elxsi

### Zee Cine Awards
1. Beste Action – Sham Kaushal & Conrad Palmisano
2. Bestes Produktionsdesign – Sumit Basu, Snigdha Basu & Rajnish Hedao
3. Power Club – Box Office – Dhoom 3

### Star Guild Awards
1. Hall of Fame Plaque – Dhoom 3
2. Beste Spezialeffekte – Dhoom 3

### ETC Business of Bollywood Awards
1. Excellence in International Distribution – Yash Raj Films
2. Umsatzstärkster Produzent – Aditya Chopra (Yash Raj Films)
3. Umsatzstärkster Banner – Yash Raj Films
4. Umsatzstärkster Regisseur – Vijay Krishna Acharya (Dhoom 3)
5. Umsatzstärkster Film – Dhoom 3
6. Populärster Trailer – Dhoom 3
7. Höchste Einnahmen an einem Tag – Dhoom 3 (Yash Raj Films)
8. Box Office Rekordbrecher – Dhoom 3 (Yash Raj Films)
9. 200 Crore Club – Aditya Chopra (Yash Raj Films)

### Indian Film Festival of Melbourne (IFFM) Awards
1. Telstra People’s Choice Prize – Indischer Film mit den höchsten Einnahmen in Australian 2013

## Synchronisation
Die deutsche Synchronfassung wurde anlässlich der DVD-Veröffentlichung am 23. Mai 2014 im Auftrag des deutschen Filmlabels Rapid Eye Movies angefertigt.
| Darsteller        | Rolle                 | Synchronsprecher   |
| ----------------- | --------------------- | ------------------ |
| Aamir Khan        | Sahir Khan/Samar Khan | Philipp Brammer    |
| Katrina Kaif      | Aaliya Khan           | Manja Doering      |
| Abhishek Bachchan | Jai Dixit             | Sascha Rotermund   |
| Uday Chopra       | Ali Akbar Fateh Khan  | Dennis Schmidt-Foß |
| Jackie Shroff     | Iqbal Khan            | Jörg Hengstler     |
| Andrew Bicknell   | Mr. Anderson          | Jan Spitzer        |